# Pseudapis aculeata
Pseudapis aculeata är en biart som först beskrevs av Cockerell 1931.  Pseudapis aculeata ingår i släktet Pseudapis och familjen vägbin. Inga underarter finns listade i Catalogue of Life.